# Hrvatska čitaonica Fischer
Hrvatska čitaonica Petar Fischer je kulturna ustanova Hrvata u Surčinu, u Srbiji. Petar Fischer, po kojem se ove ustanova, bio je upravitelj župe u Surčinu.

## Povijest
Osnovana je krajem ljeta 2016. godine. Glavni inicijator rada čitaonice je župnik Marko Kljajić. Osnovana je radi očuvanja hrvatskog identiteta na prostoru općine Surčin, razvoj kulture Hrvata na ovom području najviše uz pomoć pisane riječi, čitanjem, recitiranjem, druženjem. Surčinska hrvatska čitaonica obogatila je Srijem još jednom hrvatskom kulturom udrugom. Iznimno je značajna zarad očuvanja hrvatskog identiteta, ali i značaja promocije hrvatske kulture. Pri osnutku književni fond čitaonice imao je oko 2.000 književnih djela. Knjige su došle od donatora iz Hrvatske i od nekoliko hrvatskih udruga iz Srijema i od župljana. 

## Aktivnosti
Osnovna djelatnost ustanove je čitaonica. Osnivači se trude organizirati još neke sekcije i privući mladež. U međuvremenu su uspjeli organizirati glazbenu sekciju. U suradnji s vjeroučiteljem planiraju organizirati i recitatorsku sekciju s djecom da bi privukli mladež u članstvo. U sklopu čitaonice je literarni odjel koji okuplja brojne ljubitelje pisane riječi. U programu tog odjela su i književne večeri na kojima članovi predstavljaju svoje pjesme, ali i književna djela hrvatskih pisaca i pjesnika rođenih u Srijemu, koji su ostavili značajan trag u kulturi Hrvata u Vojvodini. 

## Uprava
Predsjednik Hrvatske čitaonice Fischer bio je Josip Volarić, a danas je Katica Naglić. U upravi Hrvatske čitaonice je župnik Marko Kljajić.